# Джек Бауер
Джек Бауер — вигаданий персонаж та головний герой телевізійного серіалу каналу Fox 24. Його персонаж є центральним у шоу та виконує різні функції, часто як член Контртерористичного підрозділу (CTU), що базується в Лос-Анджелесі, та співпрацює з ФБР у Вашингтоні. В рамках сюжетної лінії серіалу Бауер є найбільш дієвим агентом підрозділу, та його директором у 1 сезоні. Робота Бауера зазвичай передбачає допомогу у запобіганні великим терористичним атакам, спрямованим проти США.
У серіалі Джека Бауера грає актор Кіфер Сазерленд. Персонаж посів 49 місце у списку "Топ-50 героїв телебачення" за версією TV Guide, а Sky One зарахував Бауера як номер 1 у їхньому списку "найскладніших персонажів телебачення". Entertainment Weekly назвав Джека Бауера одним із 20 найкрутіших героїв поп-культури. У червні 2010 року Entertainment Weekly також назвав його одним із 100 найбільших персонажів за останні 20 років. Бауер також є єдиним персонажем шоу, який з'явився у всіх епізодах серіалу.

## Концепція та створення
Співавтор серіалу Джоел Сурнов розповів, що коли серіал розроблявся вони не знали, хто гратиме його головного героя, розглядали багатьох акторів і натрапивши на Кіфера Сазерленда зрозуміли, що це Джек Бауер". У 2000 році з Сазерлендом зв’язався його друг, режисер Стівен Гопкінс, який працював над пілотом експериментального телевізійного шоу в режимі реального часу і запропонував йому зіграти роль. Спочатку Сазерленд остерігався грати цю роль, але потім погодився.
У 2006 році Сазерленд підписав контракт на роль Бауера ще на три сезони з майбутнього п'ятого сезону. Повідомлялося, що контракт укладено на суму в 40 мільйонів доларів. Сазерленд також був виконавчим продюсером серіалу.
Концепція серіалу полягає у подіях, які відбуваються протягом доби реального часу з погодинною розбивкою сезону (дня) на 24 епізоди.

## Біографія
Джек Бауер народився в Санта-Моніці, штат Каліфорнія, у 1966 році у Філіппа Бауера, власника компанії BXJ Technologies. Ім'я матері Бауер невідомо. У Джека був один брат, Грім Бауер. Спочатку Філліп планував передати компанію Джеку, але, як Джек сказав в 6 сезоні шоу, "я просто повинен був піти своїм шляхом".
Джек має ступінь бакалавра мистецтв з англійської літератури Каліфорнійського університету та ступінь магістра наук з кримінології та права з Каліфорнійського університету (Берклі). Він пішов в армію США (як піхотинець) та згодом закінчив офіцерську школу. Спочатку він служив у «Зелених беретах», а згодом був членом 1-й загону сил спеціальних операцій «Дельта». Серед його нагород та відзнак - «Срібна зірка», «Пурпурове серце» та «Легіон заслуг». Окрім служби в Дельті, він проходив навчання в Школі рейнджерів армії США, Повітрянодесантній школі Армії США та United States Army Air Assault School. Він залишив армію в званні капітана після дванадцяти років служби.
Під час служби в армії, він одружився з Тері Бауер і в них народилась дочка Кім Бауер. Після своєї військової кар'єри Джек працював як у SWAT Департаменту поліції Лос-Анджелеса так у  Центральному розвідувальному управлінні таємним агентом. До Контртерористично го підрозділу (CTU) його завербував Крістофер Хендерсон (персонаж серіалу у виконанні Пітера Веллера).
Бауер мав високий рівень володіння вогнепальною зброєю (як правило, використовуючи SIG P228 як свою основну зброю в першому та другому сезонах, потім перейшов на USP Compact, поки після 8 сезону він знову не перейде, на Heckler & Koch P30). Він також вміє поводитися з вибуховими речовинами та електронними пристроями та має високу стійкість до катувань (під час того, як китайські агенти викрали та катували майже два роки він не вимовив  жодного слова). Він добре володіє німецькою мовою (8 сезон) і продемонстрував певну здатність або говорити, або розуміти іспанську (1 і 3 сезони), сербську (1 сезон), російську (6 сезон) та арабську (8 сезон). Також він здатний керувати літаками (2 сезон) та вертольотами (Сезони 3, 5, 8 та 9). Джек - майстер рукопашного бою. Загалом його демонструють як сміливого і, здавалося б, незнищенного агента.
Джек Бауер хоче нормально жити і бути щасливим, але це йому не вдається під час події серіалу. Хоча уряд США визнає його службу, Бауер та його начальство вступають у постійні конфлікти за його надто різкі та екстремальні дії, які він робить без явного дозволу.
Джек втратив дружину Тері, вбиту зрадником, який проник в CTU. Його стосунки з дочкою Кім часом бувають бурхливими (2 сезон, 5 сезон), а іншим часом їх слід розглядати  через призму того "хто він і що повинен робити" (7 сезон, 8 сезон). У своїй меті знайти спокій він зустрічається з Одрі Рейнс, дочкою міністра оборони Геллера, на якого працює Джек. Він втратив свого кращого друга Тоні Альмейду та колишнього начальника Мішель, які загинули від замінованого автомобіля. Він втратив свого друга, колишнього президента США Палмера, вбитого вбивцею його друзів. Його  подруга Рені Уокер також була застрелена. Його судить уряд США за тактику допиту (початок 7 сезону). Нарешті, друг, якого він вважав мертвим (Тоні Альмейда), зраджує його, ставши терористом щоб помститися вбивці його дружину Мішель.
Кінцевий діалог Джека з Рене Уокер у 7 сезоні показує його погляд на тортури та їх наслідки:
| Ліві лапки | Джек: Я боровся з цим все своє життя. Я бачу 15 людей, які тримаються в заручниках в автобусі, а все інше не важливо. Я зроблю все, що потрібно, щоб врятувати їх, і я маю на увазі все, що потрібно. Напевно, можливо, я думав, що якщо врятую їх, то міг би врятувати себе. Рене: [Сміється] Ви шкодуєте про те, що зробили сьогодні? Джек: Ні. Але знову ж таки, я не працюю у ФБР. Рене: Я не розумію. Джек: Ви склали присягу. Ви давали обіцянку підтримувати закон. Коли ви переходите цю лінію, це завжди починається невеликим кроком. Перш ніж це знати, ти біжиш так швидко, як тільки можеш, у неправильному напрямку, щоб виправдати те, що ти розпочав. Ці закони писали набагато розумніші чоловіки, ніж я. І врешті-решт, я знаю, що ці закони мають бути важливішими, ніж 15 людей у автобусі. Я знаю, що це правильно. У своєму розумі я знаю, що це правильно. Я просто не думаю, що моє серце могло б з цим жити. Я думаю, що єдина порада, яку я можу дати вам, - це спробувати зробити вибір, з яким можна жити. | Праві лапки |

Як головний герой Джек відіграє помітну роль у телесеріалі, його приквелах а також у відеоіграх. Джек - головний герой серіалу та книг. Кіфер Сазерленд зобразив Джека Бауера в серіалі, озвучив персонажа у іграх 24: The Game, 24: Day Zero та 24: DVD Board Game.

## Приквели серіалу
Джек Бауер також представлений у всіх чотирьох приквелах, які можна знайти  у випусках серіалу на DVD та різних вебепізодах. Ці приквели призначені для усунення розриву між сезонами. Вони пропонують перехідну історію для майбутніх сезонів, а саме розуміння того, що дії Джека призводили до наступного сезону. Приквели зроблені для сезонів 4, 5, 6 та 7.
24 Вебепізоди
24: 6 день Резюме - відбувається через 35 годин після вибуху ядерного пристрою у Валенсії, Каліфорнія. Серія складається з 5 епізодів, тривалістю до трьох хвилин кожен. Два агенти, агент Рамірес і агент Мосс, відслідковують Джека до номеру в готелі і просять його приїхати до офісу для проведення наради. До офісу входить агент Рамірес та інші агенти, які намагаються дізнатися більше про можливу смерть агента під прикриттям Маркуса Холта, який зник незабаром після ув'язнення Джека в Китаї. Оскільки Холт був причетний до розвідки проти Китаю, вважається, що Джек видав інформацію, яка призвела до його виявлення та розстрілу. В кінці серіалу агенти оголошують, що не мають переконливих доказів щодо його участі у компроментації агента, але Рамірес обіцяє пильно стежити за ним, поки не буде впевнений. Джек каже Раміресу, що якщо він коли-небудь знову побачить його, най краще промовить "Отче наш", бо це означатиме, що він прийшов його вбити. Після чого Бауера звільняють з-під варти і допит закінчується.

## 24: Гра
24: Гра відбувається між 2 та 3 днем. Джек починає грати біля корабля, де терористи збираються спустити бомбу з рицином у водопровід. Команда CTU за тривогою викликає Джека та його команду для штурму корабля. Джек та його команда знаходять весь екіпаж корабля мертвим у його вантажному відділенні. Він зустрічає Пітера Мадсена, ворога з його минулого. Незрозуміло, яка історія між ними, але вказується, що він обвинувачує родину Джека в злочині, на це натякає те, що Джек сказав йому: "Вісім років тому моя родина не була причетна". Мадсен також заявляє, що більше не приймає команди від Джека. Це натякає на те, що Мадсен перебував під командуванням Джека або в армії, або в команді SWAT, і Мадсен зрадив Джека. Мадсен викрадає дочку Джека Кім, а пізніше Кейт Уорнер. Джек, нарешті, вбиває Мадсена наприкінці гри, коли він намагається втекти, стріляючи в його катер з штурмової гвинтівки Zastava M80, в результаті чого він вибухає. Він також вбиває Макса, який тримав Кейт в заручниках, та рятує їй життя. Однак Максу вдалося поранити Джека так як і Мадсен раніше. Як результат, Чейз Едмундс  за допомогою вертольота доставляє Джека до лікарні.
Джек Бауер як і інші герої шоу (Ніна Майерс, Девід Палмер, Кім Бауер та інші) випускались також як іграшки та фігурки.

## Комікси
IDW випустив серію коміксів, заснованих на пригодах Джека Бауера та інших учасників серіалу.
24: Один постріл (відбувається в перший день Джека на роботі в підрозділі SWAT Лос-Анджелесу)
24: Опівнічне сонце (Джек повинен зупинити екологічних екстремістів, які для відстоювання своєї позиції використовують вибухівку)
24: Історії (відбувається в трирічний розрив між сезонами 2 і 3). У "Історіях" Джек працює під прикриттям проти Рамона Салазара.
24: Ніч – казка, що прояснює історію персонажів першого дня, включаючи Віктора Дразена. (Автори Дж. К. Вон та Марк Л. Хейнес)
24: «Холодні воїни» – оригінальна історія в якій зображені Джек Бауер та Хлоя О'Браян, а події відбуваються на Алясці. Автор Бо Сміт та Стів Брайант

## Згадування у інших телесеріалах та фільмах

### Сімпсони
Джек Бауер з'явився в 24 епізоді 18  сезону Сімпсонів. В епізоді йому посеред перестрілки випадково дзвонить Барт, та жартує з ним (як це він робив з Мо Сизляком у перші сезони "Сімпсонів"). Розлючений Бауер знову з'являється в кінці епізоду, зателефонувавши всім агентам своєї організації та відмовившись від попередньої місії, щоб полювати на Барта і заарештувати його. Тоді проблема загрози вибуху ядерної бомби відходить на другий план. Але всі зітхнули з полегшенням після того, як Бауер запевнив їх, що ядерна бомба зникла в Шелбівіллі.

### Подорожуючи по межі
У цьому телешоу (епізод 23 1/2) персонаж на ім'я "Джека Година (Jack Hour) з Чужоземного терористичного підрозділу" пропонує допомогти врятувати Шостого.

### У Філадельфії завжди сонячно
У епізоді 14, 3 сезону телевізійного шоу "У Філадельфії завжди сонячно", Денніс Рейнольдс називає свого кота-наркомана «агентом Джеком Бауером».

### Кінгсман
У у серії шпигунських фільмів Кінгсман головний герой Ґері «Еґґзі» Анвін назвав свою собаку JB на честь Джека Бауера.

## Оцінка персонажу
Кіфер Сазерленд  за роль Джека Бауера виграв нагороду Еммі (та п'ять разів номінувався на цю нагороду), Золотий глобус (та чотири рази номінувався на цю нагороду), дві Премії Гільдії кіноакторів (та тричічі номінувався на цю нагороду) та дві премії Супутник. Він є одним з двох телевізійних акторів чоловічої статі, котрі виграли всі 4 нагороди, інший – Браян Кренстон за роль Волтера Вайта у "Пуститися берега".
Entertainment Weekly поставив його до свого "найкращого" списку наприкінці десятиліття.
Деякі американські політики та адвокати використовували Джека Бауера та його дії як приклад під час дискусій про американські прийоми допитів (у даному випадку - "катування"), які стали об'єктом гострої суперечки. Крім того, на юридичній конференції 2007 року в Оттаві, Канада, тактика Джека Бауера була піднята під час панельної дискусії про "тероризм, катування та закон". Члени колегії, в тому числі суддя Верховного суду США Антонін Скалія, обговорювали застосування катувань "у часи великої кризи". Скалія сказав: "Джек Бауер врятував Лос-Анджелес. Він врятував сотні тисяч життів. Чи присяжні збираються засудити Джека Бауера? Я не думаю."
Кілька філософів використовували характер Джека Бауера для вирішення складних моральних питань. Двадцять філософів взяли участь у написанні книги 2007 року, «24 та Філософія: світ за Джеком», яка оцінює Бауера очима відомих філософів.